# Sulbasutra
Die Sulbasutras („Schnurregeln“ oder „Leitfaden zur Messkunst“) sind indische Aufzeichnungen aus der Mitte des ersten Jahrtausends v. Chr. (Vedische Zeit). Sie enthalten geometrische Vorschriften zur Anlage von Altären. Von diesen sind drei erhalten:
- Baudhayana-Sulbasutra (ungefähr 600 bis 500 v. Chr.)
- Apastamba-Sulbasutra (ungefähr 500 bis 400 v. Chr.)
- Katyayana-Sulbasutra (ungefähr 400 bis 300 v. Chr.)

Diese drei Schriften haben im Wesentlichen den gleichen Inhalt. In ihnen findet sich die Konstruktion rechter Winkel mit Hilfe rechtwinkliger Dreiecke, deren Seitenlängen pythagoreische Tripel (beispielsweise 3, 4, 5 und 5, 12, 13) sind. Auch die Umwandlung eines Rechtecks in ein Quadrat gleicher Fläche findet sich dort. Als Näherung für den Wert von Wurzel 2 wird
{\displaystyle 1+{\frac {1}{3}}+{\frac {1}{4}}\cdot {\frac {1}{3}}-{\frac {1}{34}}\cdot {\frac {1}{4\cdot 3}}}
angegeben.
Figuren (Geraden, Kreise) werden mit einem Seil (rajju, sulba) und Fixpunkten (Pfosten), den sanku, gezeichnet. Die wichtigsten Probleme betrafen das Zeichnen von Quadraten, rechten Winkeln, Parallelen, Trapezen und Rechtecken und ein wichtiges Motiv die Fläche einer geometrischen Figur, da sie aus der religiös motivierten Forderung entstanden, Altare in verschiedenen Formen mit gleichem Flächeninhalt zu konstruieren. Entsprechend ist der Glanzpunkt ihrer Darstellung die geometrische Transformation von Figuren (Kreise, Quadrate, Rechtecke, gleichschenklige Dreiecke, Rauten und Trapeze) gleichen Flächeninhalts. Sie enthalten die älteste wörtliche Wiedergabe des Satzes von Pythagoras (der allerdings schon im alten Babylonien bekannt war), in identischer Wortfassung in allen drei Sulbasutras: Die diagonale Schnur (aksnaya-rajju) eines Rechtecks erzeugt sowohl was die Flanke (parsvamani) als auch die Horizontale (tiryanmani) getrennt erzeugen.